# 베네토 거리

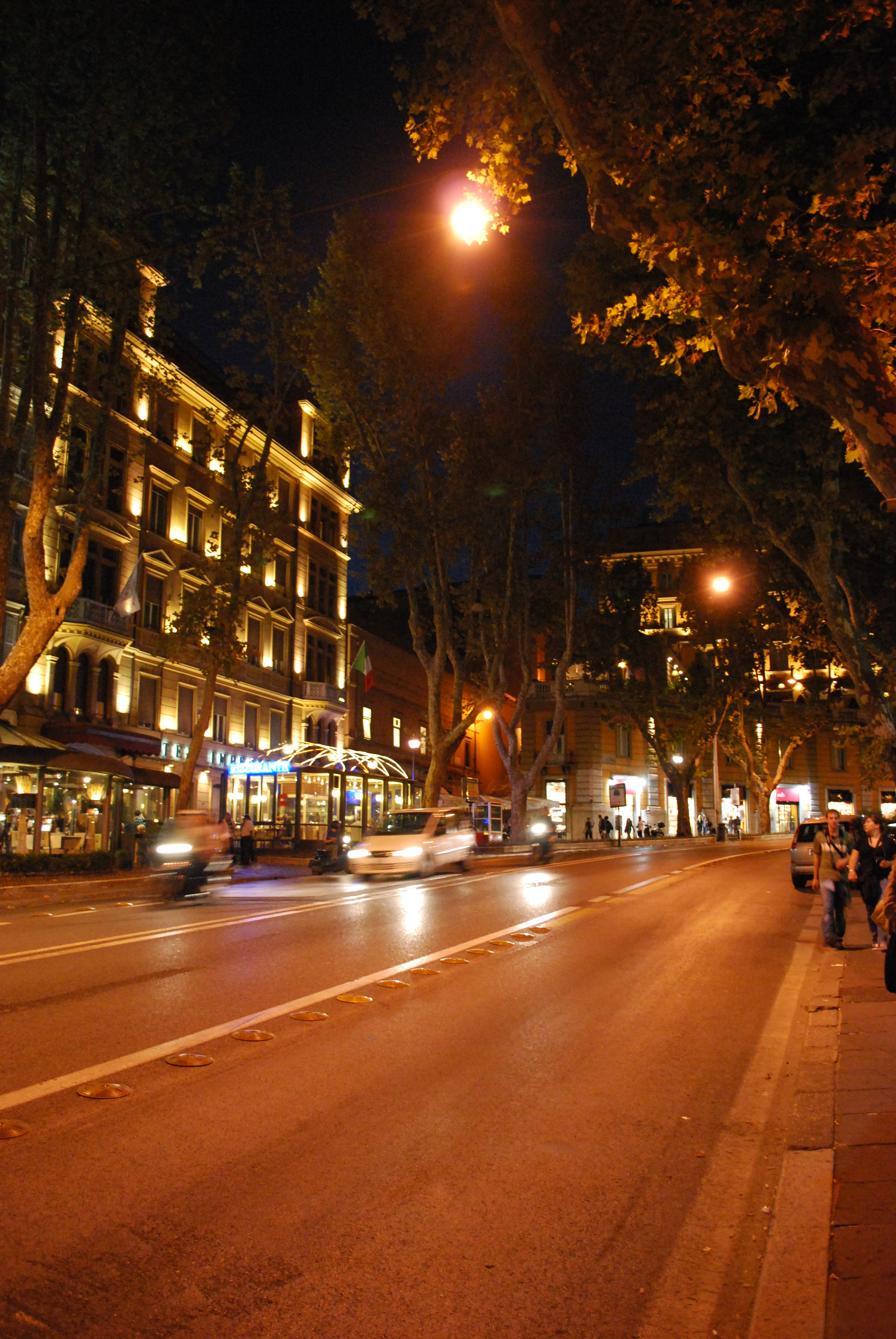
베네토 거리

베네토 거리(Via Veneto)는 이탈리아 로마에 있는 길거리로, 호텔, 출판사, 은행, 보험회사, 노천카페 등이 즐비해 있다. 이 거리가 명성을 얻기 시작한 것은 1950년대에 미국의 영화 배급사들이 로마로 몰려들면서부터였다. 페데리코 펠리니 감독의 달콤한 인생을 비롯해 이 거리를 배경으로 제작된 영화가 많다.